# Stanislav Ivanov
Stanislav Sergeyevich Ivanov (tiếng Nga: Станислав Сергеевич Иванов; sinh ngày 25 tháng 4 năm 1997) là một cầu thủ bóng đá người Nga thi đấu cho F.K. Orenburg-2.

## Sự nghiệp câu lạc bộ
Anh có màn ra mắt tại Giải bóng đá chuyên nghiệp quốc gia Nga cho F.K. Orenburg-2 vào ngày 18 tháng 8 năm 2017 trong trận đấu với F.K. Anzhi-Yunior Zelenodolsk.